# Veluticeps
Veluticeps (Cooke) Pat. (skórowiec) – rodzaj grzybów z rodziny niszczycowatych (Gloeophyllaceae). W Polsce występują dwa gatunki.

## Charakterystyka
Grzyby kortycjoidalne o owocniku rozpostartym, rozpostarto odgiętym lub prawie siedzącym. Hymenofor gładki lub kolczasty z kołkami strzępkowymi. System strzępkowy dimityczny, strzępki cienkościenne lub grubościenne, szkliste do jasnożółtobrązowych, ze sprzążkami lub bez. Pojedynczo lub częściej w grupach, licznie występują szkieletocystydy lub inne pseudocystydy, grubościenne, z tępymi i zwykle inkrustowanymi wierzchołkami, o barwie od bladej do ciemno czerwonobrązowej. Podstawki wąsko maczugowate 4-sterygmowe ze sprzążką bazalną. Bazydiospory elipsoidalne do cylindrycznych, często nieco wrzecionowate, gładkie, cienkościenne, szkliste, nieamyloidalne, niecyjanofilne. Powodują białą zgniliznę drzew iglastych.
Veluticeps charakteryzuje się dimitycznym systemem strzępkowym, o zwykle inkrustowanych, bladoróżowych do ciemnobrązowych pseudocystydach i mniej lub bardziej wrzecionowatych, nieamyloidalnych bazydiosporach. Jest filogenetycznie zaliczany do niszczycowatych Gloeophyllaceae i blisko spokrewniony z rodzajami Chaetoderma i Boreostereum.

## Systematyka i nazewnictwo
Pozycja w klasyfikacji według Index Fungorum: Gloeophyllaceae, Gloeophyllales, Incertae sedis, Agaricomycetes, Agaricomycotina, Basidiomycota, Fungi.
Synonimy nazwy naukowej: Chaetocarpus P. Karst., Columnocystis Pouzar, Hymenochaete subgen. Veluticeps Cooke.
Polską nazwę nadał Władysław Wojewoda w 2000 r., wcześniej używał nazwy skórnica.
Gatunki występujące w Polsce:
- Veluticeps abietina (Pers.) Hjortstam & Tellería 1990 – skórowiec fioletowawy
- Veluticeps ambigua (Peck) Hjortstam & Tellería 1990 – skórowiec żółtobrązowy

Nazwy naukowe na podstawie Index Fungorum. Nazwy polskie według Władysława Wojewody.